# Сан-Жозе-да-Лагоа-Тапада
Сан-Жозе-да-Лагоа-Тапада (порт. São José da Lagoa Tapada) — муниципалитет в Бразилии, входит в штат Параиба. Составная часть мезорегиона Сертан штата Параиба. Входит в экономико-статистический микрорегион Соза. Население составляет 6840 человек на 2006 год. Занимает площадь 304,419 км². Плотность населения — 22,5 чел./км².
Праздник города — 28 июля.

## История
Город основан 28 июля 1959 года. 

## Статистика
- Валовой внутренний продукт на 2003 год составляет 12 975 774,00 реалов (данные: Бразильский институт географии и статистики).
- Валовой внутренний продукт на душу населения на 2003 год составляет 1854,21 реалов (данные: Бразильский институт географии и статистики).
- Индекс развития человеческого потенциала на 2000 год составляет 0,551 (данные: Программа развития ООН).